# Brug 1081
Brug 1081 was een bouwkundig kunstwerk in Amsterdam-Zuidoost.
Van de meeste voormalige kunstwerken in deze wijk die in de loop van de jaren negentig van de 20e eeuw en jaren nul van de 21e eeuw zijn verdwenen, is dit een brug waarvan nog maar weinig over bekend is. De omschrijving die de gemeente hanteert stamt uit 1970 en geeft: "viaduct gesloopt: oostelijk toegangsviaduct garage C6 situatie met twee bushalten". In 1970 waren de namen van de dreven en paden nog grotendeels niet bekend, ook hadden de meeste flats nog geen naam. Wel bekend is dat C6 de aanduiding was voor wat later de parkeergarage van Gliphoeve zou worden. Die flat werd gebouwd naast de kruising van de Bijlmerdreef (de naam was toen wel al bekend) en Elsrijkdreef (die in 1971 haar naam kreeg). Op die Elsrijkdreef kwamen ter hoogte van de nog te bouwen flat Gliphoeve aan weerszijden van de dreef bushaltes te liggen.Om de voetgangers aan en af te kunnen voeren werden twee voetgangersbruggetjes gebouwd, vermoedelijk naar een ontwerp van architect Dirk Sterenberg van de Dienst der Publieke Werken. De bruggetjes werden namelijk gekoppeld aan de relatief grote brug 1017 van die architect, die de kruising Bijlmerdreef en Elsrijkdreef droeg. Dit viaduct ging verloren in de vernieuwingsdrang die hier in de jaren negentig doorgevoerd werd. Het grote viaduct werd afgebroken en de halfhoog aangelegde dreven kwamen op maaiveldniveau te liggen. Dit betekende ook het eind van deze voetgangersbruggetjes.
<<< · 1000 · 1001 · 1002 · 1003 · 1004 · 1005 · 1006 · 1007 · 1008 · 1009 · 1010 · 1011 · 1012 · 1013 · 1014 · 1018 · 1028 · 1029 · 1030 · 1032 · 1033 · 1034 · 1035 · 1036 · 1037 · 1038 · 1039 · 1040 · 1041 · 1044 · 1045 · 1046 · 1048 · 1049 · 1050 · 1051 · 1062 · 1063 · 1064 · 1065 · 1066 · 1067 · 1076 · 1077 · 1078 · 1083 · 1090 · 1092 · 1093 · 1094 · 1095 · 1096 · 1097 · 1098 · 1099 · >>>
Brugnummers  1015, 1016, 1017, 1019, 1020, 1021, 1022, 1023, 1024, 1025, 1026, 1027, 1031, 1042, 1043, 1047, 1052/1053 (niet gebouwd), 1054, 1055, 1056, 1057, 1058, 1059, 1060, 1061, 1068, 1069-1075, 1079, 1080, 1081, 1082, 1084-1088, 1089 en 1091 (onbekend) zijn niet meer vergeven. De meesten daarvan zijn gesloopt in verband met sanering Zuidoost. Alle bruggen lagen en liggen in Zuidoost behalve bruggen 1000 en 1002.